# Xysticus walesianus
Xysticus walesianus là một loài nhện trong họ Thomisidae.
Loài này thuộc chi Xysticus. Xysticus walesianus được Ferdinand Karsch miêu tả năm 1878.